# The Marble Index
The Marble Index är Nicos andra soloalbum, utgivet 1969. Nicos sjunger och spelar harmonium på albumet, medan övriga instrument spelas av John Cale. Till skillnad från på debutalbumet Chelsea Girl skrev Nico själv låtarna på The Marble Index. Det var musikaliskt också mer experimentellt än den folkrockbetonade föregångaren.

## Låtlista
1. "Prelude" - 0:50
2. "Lawns of Dawns" - 3:12
3. "No One Is There" - 3:36
4. "Ari's Song" - 3:20
5. "Facing the Wind" - 4:52
6. "Julius Caesar (Memento Hodie)" - 4:57
7. "Frozen Warnings" - 4:00
8. "Evening of Light" - 5:33
9. "Roses in the Snow" - 4:06
10. "Nibelungen" - 2:44